# Gymnothorax pseudoherrei
 Gymnothorax pseudoherrei és una espècie de peix de la família dels murènids i de l'ordre dels anguil·liformes.

## Morfologia
Els mascles poden assolir els cm de longitud total.

## Distribució geogràfica
Es troba a les Filipines.